# Dysponetus gracilis
Dysponetus gracilis är en ringmaskart som beskrevs av Hartman 1965. Dysponetus gracilis ingår i släktet Dysponetus och familjen Chrysopetalidae. Inga underarter finns listade i Catalogue of Life.